# Gadilida
Gadilida is een orde van de Scaphopoda (Stoottanden).

## Onderorden
- Entalimorpha Steiner, 1992
- Gadilimorpha Steiner, 1992